# Медник тропічний
Медник тропічний (Ptilotula flavescens) — вид горобцеподібних птахів родини медолюбових (Meliphagidae).

## Таксономія
Він був науково описаний у 1840 році англійським орнітологом Джоном Гулдом під біномінальною назвою Ptilotis flavescens. Пізніше його віднесли до роду Lichenostomus, аж поки його не перемістили до роду Ptilotula після філогенетичного аналізу, опублікованого в 2011 році, який показав, що вихідний рід був поліфілетичним.

## Поширення
Вид поширений в північних районах Австралії (північ Західної Австралії, Північної Території та Квінсленду) і на півдні Папуа Нової Гвінеї. Його природним середовищем існування є субтропічні або тропічні вологі рівнинні ліси та субтропічні або тропічні мангрові ліси.